# 僧伽跋摩
サンガヴァルマン（सँघवर्मन्、Saṃghavarman、生没年不詳）は、南朝宋の訳経僧。僧伽跋摩（そうぎゃばつま）と音写、僧鎧（そうがい）とも音訳される。

## 生涯
天竺出身。幼少の頃に出家して戒律を厳しく守った。元嘉10年（433年）に建康に渡来し、三蔵法師を号した。慧観の要請に応じて平陸寺に居住した。彭城王劉義康もその戒範を崇めた。元嘉11年（434年）9月に『雑阿毘曇心論』14巻を、元嘉12年（435年）1月に『薩婆多部毘尼摩得勒伽』10巻をそれぞれ訳出し、元嘉19年（442年）までに『分別業報略』1巻・『勧発諸王要偈』1巻・『請聖僧浴文』1巻もそれぞれ訳出した。その後は本国に帰ろうとしたが、周囲の懇願もあって思いとどまった。しかし、元嘉年間に西域商人の船に乗って帰国した。その後の消息は不明。

## 参考資料
- 滋賀高義「三朝高僧伝攷--訳経篇にみる役職名について」『大谷学報』第66巻第2号、大谷学会、1986年9月、1-15頁、CRID 1050001201677483904、ISSN 0287-6027。
- 『出三蔵記集』僧伽跋摩伝

| スタブアイコン | サブスタブ | この項目は、まだ閲覧者の調べものの参照としては役立たない、人物に関連した書きかけの項目です。この項目を加筆・訂正などしてくださる協力者を求めています（P:人物伝/PJ:人物伝）。 |